# Karl von Lutterotti

Karl von Lutterotti

Karl Anton Josef von Lutterotti zu Gazzolis und Langental (* Februar 1793 in Bozen; † 20. Juli 1872 in Imst) war ein Tiroler Volkskundler, Mundartdichter und Dialektforscher.

## Leben
Er wurde als Sohn des k.k. Gubernialrates und Kreishauptmannes an der Etsch Johann Maria von Lutterotti und der Barbara geb. Prugger von Pruggheim in Bozen geboren. Nach dem Tod des Vaters im Jahre 1796 verbrachte er einige Jahre auf dem Familiensitz in Salurn und kam dann 1804 an das Gymnasium in Innsbruck. Nach seiner Maturitätsprüfung widmete sich Lutterotti den juristischen Studien und belegte an der hiesigen Universität einen philosophischen Lehrkurs. Von Innsbruck ging er nach Landshut, um sein Studium mit dem Besuch eines „Kameralistischen Lehrkurses“ zu beschließen. Im August des 1812 Jahres trat er als Praktikant in das k.k. Rentamt Innsbruck ein. Damit begann für ihn eine armselige Beamtenlaufbahn, deren Gipfel mit der Ernennung zum Protokollisten beim Kreisamt in Imst mit einem Gehalt von 500 Gulden im Jahre 1834 erreicht war. Lutterotti wurde als Gubernialbeamter wiederholt versetzt und musste in seinem Dienst manche Demütigung erfahren. Mit seinen Dialogen „Die Zeitverhältnisse“ und „Gespräche über die Herren“ im Revolutionsjahr 1848 machte er seinem Ärger darüber Luft, was ihn bei der Obrigkeit aber keineswegs beliebter machte. Anlässlich der Neuorganisierung der Bezirkshauptmannschaften erinnerte man sich höheren Orts offensichtlich wieder daran, dass Lutterotti ja Jurist sei, aber anstatt ihm nun endlich eine Stellung zu verschaffen, die seiner Ausbildung adäquat gewesen wäre, wurde er in den vorzeitigen Ruhestand versetzt. 1853 bat Lutterotti um Wiederanstellung, doch umsonst, noch im Oktober desselben Jahres wurde er „unter Bezeugung des Herrn Statthalters besonderer Zufriedenheit mit seiner langjährigen und eifrigen Dienstzeit“ mit einer Pension von 250 Gulden in den bleibenden Ruhestand versetzt. Durch ein direkt beim Kaiser eingereichtes Gnadengesuch konnte er eine nur unwesentliche Erhöhung seiner Pension erreichen.
Nachdem ihm die Anerkennung im Berufsleben versagt geblieben ist, suchte Lutterotti seine Erfüllung auf eine andere Weise zu finden. So begann er Volkslieder und Sagen zu sammeln. Diese verarbeitete er in seinen Mundartgedichten, die ein Stück Tiroler Kulturgeschichte geworden sind und heute noch eine Fundgrube für Dialektforscher darstellen. Neben den Dialektforschungen widmete sich Lutterotti ganz allgemein der Volkskunde. Wie keinem anderen gelang es ihm, die Volkstypen zu charakterisieren, wie sie im alten Tirol anzutreffen waren. Ein kleines Meisterwerk ist „Der St. Nikolausmarkt in Imst im Jahre 1829“, in dem er sämtliche wichtigen Dialekte in Tirol auftreten lässt. Sein Episodengedicht „Der Auszug der Milizkompagnie von St. Nikolaus 1809 nach Kochl in Bayern“ wurde im Volksmund „Der Koatlackler Auszug“ genannt.

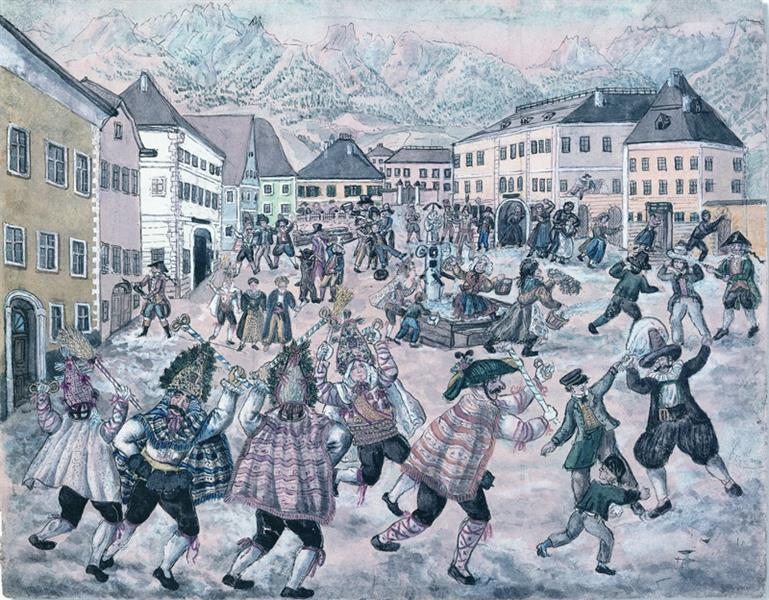
Karl von Lutterotti: Imster Schemenlaufen, Am Stadtplatz; Aquarell, ca. 1830

Bei seinen volkskundlichen Arbeiten kam Lutterotti zugute, dass er beim Kreisamt einen tiefen Einblick in das bäuerliche Leben hatte gewinnen können. Wann immer es ihm nur möglich war, suchte er dieses Wissen zu erweitern, indem er sich auf die Suche nach Originalen machte, die er am ehesten in den entlegensten Tälern zu finden glaubte. Die Aufzeichnungen, die Lutterotti auf diesen Reisen führten, sind nicht mehr erhalten, jedoch finden sich in seinem Nachlass sehr detailreich ausgeführte Bilder von Tiroler Trachten und viele Landschaftsskizzen.
Gleich wie in seinen volkskundlichen Bestrebungen wurde Lutterotti auch in der Botanik zum Sammler und Forscher. Sein Herbarium, dessen alphabetischer Katalog noch erhalten ist, wird wie seine Trachtenbilder im Tiroler Landesmuseum Ferdinandeum verwahrt.
Lutterotti war ein typischer Vertreter der Biedermeierzeit. Täglich besuchte er die heilige Messe, an den Sonntagen das Hochamt. Dann ließ er sich von seinem Haarschneider die Perücke kräuseln und ging dann mit dem Zylinder in der Hand zur Kirche. Leute mit kurz geschorenen Haaren waren ihm zuwider.
Während seines Imster Aufenthaltes behielt er ununterbrochen dieselbe Wohnung im Baldaufhaus. Lutterotti war verheiratet, seine im Jahre 1837 geschlossene Ehe mit Sophie von Wörz blieb aber kinderlos.

## Ehrungen
Im Jahre 1902 wurde Lutterotti am Stadtplatz (heute Postplatz) in Imst ein Denkmal gesetzt.
In Innsbruck und Imst tragen Straßen den Namen des Dichters.